# Audi TT
Audi TT je sport / kupé njemačke marke Audi i proizvodi se od 1998. godine.

## Audi TT 8N
Prva generacija Audija TT se proizvodio se od 1998. – 2005. godine.

### Motori
| Model                     | Obujam   | Snaga           | Pogon                        | Produkcija  |
| Redni motori s 4 cilindra |          |                 |                              |             |
| 1,8 T                     | 1781 cm³ | 110 kW (150 KS) | prijedni pogon               | 2002.-2005. |
| 1,8 T                     | 1781 cm³ | 120 kW (163 KS) | prijedni pogon               | 2005.-2006. |
| 1,8 T                     | 1781 cm³ | 132 kW (180 KS) | prijedni pogon/quattro pogon | 1998.-2005. |
| 1,8 T                     | 1781 cm³ | 140 kW (190 KS) | prijedni pogon/quattro pogon | 2005.-2006. |
| 1,8 T quattro             | 1781 cm³ | 165 kW (225 KS) | quattro pogon                | 1998.-2005. |
| 1,8 T quattro sport       | 1781 cm³ | 176 kW (240 KS) | quattro pogon                | 2005.-2006. |
| V6                        |          |                 |                              |             |
| 3,2 quattro               | 3189 cm³ | 184 kW (250 KS) | quattro pogon                | 2003.-2006. |

- Audi TT Roadster
- Audi TT Roadster

## Audi TT 8J
Druga generacija Audija TT, model 8J se proizvodio od 2006. do 2014. godine u Audijevim tvornicama u Ingolstadtu i Győru. Predstavio se 8. travnja 2006. godine. Od 2008. odnosno 2009. godine se proizvodi sportska varijanta TTS i TT RS. Cijene počinju kod 282.000 Kuna za TT Coupé i 301.800 Kuna za TT Roadster (listopad 2009.).

### Motori
Benzinski motor
| Model                      | Obujam                     | Snaga                      | Proizvodnja                |                            |                            |
| Redni motori sa 4 cilindra | Redni motori sa 4 cilindra | Redni motori sa 4 cilindra | Redni motori sa 4 cilindra | Redni motori sa 4 cilindra | Redni motori sa 4 cilindra |
| -------------------------- | -------------------------- | -------------------------- | -------------------------- | -------------------------- | -------------------------- |
| 1.8 TFSI                   | 1798 cm³                   | 118 kW (160 ks), 250 Nm    | od 06/2008.                |                            |                            |
| 2.0 TFSI                   | 1984 cm³                   | 147 kW (200 ks), 280 Nm    | od 06/2006                 |                            |                            |
| 2.0 TFSI                   | 1984 cm³                   | 200 kW (272 ks), 350 Nm    | od 06/2008                 |                            |                            |
| R5                         |                            |                            |                            |                            |                            |
| 2.5 TFSI                   | 2480cm³                    | 250 kW (340 ks), 450 Nm    | od 06/2009                 |                            |                            |
| V6                         |                            |                            |                            |                            |                            |
| 3.2 quattro                | 3189 cm³                   | 184 kW (250 ks), 320 Nm    | od 06/2006                 |                            |                            |

Dieselov motor
| 2.0 TDI | 1968 cm³ | 118 kW (170 ks), 350 Nm | od 06/2008. |

- Audi TT Roadster
- Audi TT Roadster
- Audi TTS Coupé
- Audi TTS Roadster
- Audi TT RS Coupé
- Audi TT RS Roadster

## Vanjske poveznice
- Audi Hrvatska  Arhivirana inačica izvorne stranice od 5. veljače 2008. (Wayback Machine)